# Nathan Hedge
Nathan Hedge est un surfeur professionnel australien né le 28 mai 1979 à Brisbane, Australie. 

## Biographie
Il débute dans le championnat du monde de surf en 2001.